# Région d'Alice Springs

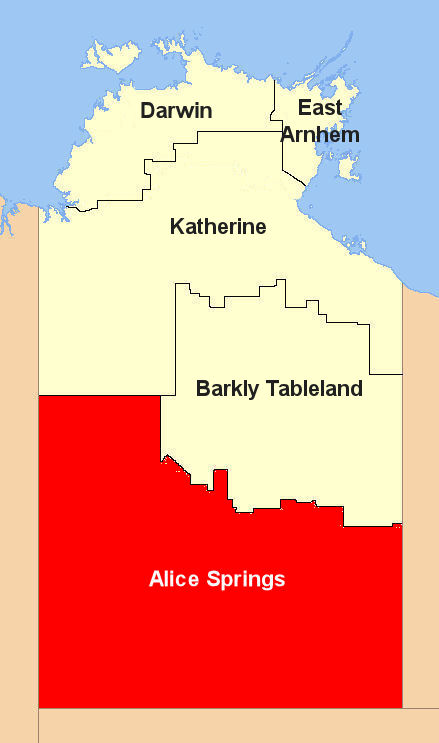
La région d'Alice Springs (en rouge).

La région d'Alice Springs est l'une des cinq régions du Territoire du Nord en Australie. On utilise aussi le terme d'Australie-Centrale pour décrire la zone entourant Alice Springs. Elle est parfois aussi appelée Centralia et ses habitants Centralians. La région occupe toute la partie sud du Territoire du Nord depuis l'Australie-Occidentale à l'ouest jusqu'au Queensland à l'est. 

## Histoire
George Pearce, Ministre de l'Accueil et des Territoires (en) du Gouvernement fédéral dans les années 1920, estima que le Territoire du Nord était trop vaste pour être bien gouverné et un territoire appelé Australie centrale exista donc pendant un court laps de temps. 
L'Australie centrale, comme le Territoire du Nord, a eu son propre résident domicilié à La Résidence à Alice Springs. La ligne de partage passait par le 20° degré sud et est entrée en vigueur le 1er février 1927. La région a été réintégrée dans le Territoire du Nord moins de cinq ans plus tard, le 12 juin 1931.

## Caractéristiques
La principale ville de la région est Alice Springs entourée de vastes étendues désertiques parsemées de petites localités. Certaines (comme Barrow Creek) ne sont que des stations (ranchs) mais la grande majorité des localités correspondent à des communautés aborigènes. 
La région couvre une superficie de 546 046 km2 soit 40 % du Territoire du Nord.

## Le centre de l'Australie
Il n'y a pas de centre connu de l'Australie. Le concept a intrigué plusieurs personnes à partir de la date du début de l'exploration européenne. Le mont Suart (Central Mount Stuart), par exemple, est ainsi nommé parce qu'on avait cru qu'il se situait au centre géographique de l'Australie. Aujourd'hui, les calculs donnent des résultats variables situés en général dans une zone de 200 kilomètres au sud d'Alice Springs. 

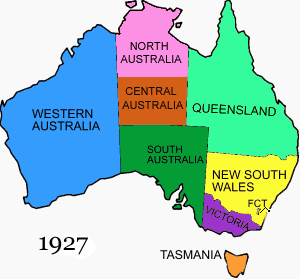
Localisation de l'Australie-Centrale sur une carte de l'Australie, telle qu'elle était de 1927 à 1931.

## Population
La population de la région est estimée à environ 60 000 personnes. 
Alice Springs est principalement peuplée d'Australiens d'origine anglo-celte et d'environ 25% d'Aborigènes mais les communautés environnantes sont presque exclusivement autochtones. La population totale de la région est à environ 50% aborigène.

## Zones d'administration locale
La région d'Alice Springs contient 19 zones d'administration locale:
- Aherrenge Association Incorporated Council
- Alice Springs Town Council
- Anmatjere Community Council
- Aputula Housing Association Council
- Arcyonga Council Incorporated
- Aritarlpilta Community Council
- Ikuntji Community Council Incorporated
- Imanpa Community Counccil
- Jilkminggan Community Council
- Ltyentye Purte Community Council
- Ntaria Community Council
- Nyirripi Community Incorporated Council
- Tapatjatjaka Community Council
- Urapuntja Community Council
- Wallace Rockhole Community Council
- Walungurru incorporated Council
- Watiyawanu Community Council
- Yuelamu Community Incorporated Council
- Yuendumu Community Council